# Il Trono di Spade: Il gioco di carte - seconda edizione
Il Trono di Spade: Il Gioco di Carte Seconda Edizione (titolo originale: A Game of Thrones: The Card Game Second Edition) è un gioco di carte prodotto dalla Fantasy Flight Games e basato sul ciclo di romanzi fantasy Cronache del ghiaccio e del fuoco dello scrittore George R. R. Martin. 

## Generale
Il gioco fu creato come CCG (Collectible Card Game) nel 2002 per poi divenire un LCG (Living Card Game) nel 2008 e, per quanto fosse un gioco di successo, la mole di carte necessarie per iniziare il gioco nel 2014, dopo 8 anni di espansioni, era tale da rendere estremamente difficoltoso l'accesso al titolo per chi non lo seguisse già da diverso tempo: per questa ragione la FFG decise di interrompere la produzione del titolo e rilanciarlo, aggiornato e migliorato, con la seconda edizione disponibile dal 2015.
Nella nuova edizione sono numerose le migliorie, da una grafica più accattivante al regolamento aggiornato grazie all'aiuto di molti playtester sparsi in tutto il modo: giocatori della prima edizione ai quali la FFG ha chiesto aiuto per creare un titolo d'eccellenza. Anche la politica commerciale è mutata: in questa seconda edizione è previsto un sistema di rotazione delle carte uscite che permetterà di avvicinarsi al gioco anche diversi anni dopo il rilascio del titolo in commercio.
La distribuzione italiana della seconda edizione era curata dalla Asterion, assorbita l'11 febbraio 2015 e passata di mano alla Asmodee Italia.
Dal 3 novembre 2019, con la pubblicazione della prima espansione premium, si apre una "nuova era", ovvero un nuovo modello di espansioni, unitamente alla fine del supporto ufficiale ai giochi organizzati.

## Meccaniche di gioco
Si gioca con una carta fazione che determina a quale casata appartiene il proprio mazzo, si può aggiungere alla carta fazione una carta agenda che conferisce bonus o malus.
Il mazzo principale è composto da almeno 60 carte con personaggi, luoghi, aggiunte (oggetti, titoli, condizioni, famigli...) ed eventi, a cui si aggiunge un ulteriore mazzo composto da esattamente 7 carte trama.
Scopo del gioco è ottenere 15 segnalini potere: non appena questo avvenisse, il/i giocatore/i verranno immediatamente dichiarati vincitori.
Il gioco si articola in vari round di gioco, a loro volta suddivisi in varie fasi, a cui si fa precedere un setup iniziale. Questo serve per poter preparare il tavolo di gioco con alcune carte dalla propria mano, sfruttando un budget iniziale e virtuale di 8 monete.
Da quel momento in poi, saranno le carte trama a determinare la disponibilità economica e la potenza delle sfide che verranno lanciate.
In particolare, ogni carta ha un costo in monete per essere giocata o schierata, mentre le sfide potranno essere di 3 tipi: militare (con l'effetto di uccidere personaggi dell'avversario); intrigo (con l'effetto di far carte all'avversario); potere (con l'effetto di rubare segnalini potere all'avversario, posto che ne abbia). Da notare che solo l'attacco vincente attiva questi effetti e che in caso di pareggio (il confronto viene fatto su un unico valore di forza dei personaggi coinvolti) vince l'attacco (rendendo il gioco molto dinamico e quasi mai statico).
Esistono anche altri modi o bonus che conferiscono segnalini potere, che possono essere accumulati su ogni carta in gioco (non appena una carta con tali segnalini uscisse dal gioco, i segnalini andrebbero persi).
Questa meccanica di base è resa estremamente più varia grazie agli effetti delle carte, che prendono il sopravvento sulle regole generali.

## Pubblicazioni
Esistono 4 tipi di pubblicazioni:
- set base; 211 carte (di cui alcune in singola copia, altre in duplice o triplice copia) equamente distribuite fra le 8 fazioni presenti nel gioco; i regolamenti; i segnalini; saranno sempre valide nelle partite sanzionate
- espansioni grandi, dette Deluxe, a cadenza semestrale, per un totale di 8, una per fazione; contengono 52 carte in triplice copia, delle quali 25 per la fazione alla quale è dedicata l'espansione, 2 per ogni altra fazione e 13 neutrali; come il set base, anche queste carte saranno sempre valide nelle partite sanzionate
- espansioni piccole, chiamate Pack Capitolo, a cadenza mensile, fino a tutto il 2019; raggruppate in Cicli, composti da 6 Pack Capitolo, a tema comune; contengono 20 carte in triplice copia (2 per ogni fazione e 4 neutrali); queste carte dopo due anni dalla loro uscita in commercio non saranno più valide in ogni torneo, ma solo in quelli appositamente predisposti per consentire l'uso di carte fuori dal formato vigente
- espansioni Premium, senza cadenza fissa, l'unico formato per tutte le espansioni dal 2020 in poi; contengono 88 carte appartenenti a tutte le fazioni

| Nome                             | Tipo          | Ciclo                   | Data di pubblicazione | Note                                                                                    |
| -------------------------------- | ------------- | ----------------------- | --------------------- | --------------------------------------------------------------------------------------- |
| Set base                         | base          |                         | Novembre 2015         |                                                                                         |
| Prendere il Nero                 | pack capitolo | Continente Occidentale  | Gennaio 2016          | amplia le strategie di base di ogni fazione                                             |
| La strada per Grande Inverno     | pack capitolo | Continente Occidentale  | Febbraio 2016         | amplia le strategie di base di ogni fazione                                             |
| La Pace del Re                   | pack capitolo | Continente Occidentale  | Marzo 2016            | amplia le strategie di base di ogni fazione                                             |
| Non Esistono Terre di Nessuno    | pack capitolo | Continente Occidentale  | Aprile 2016           | amplia le strategie di base di ogni fazione                                             |
| Calma sul Continente Occidentale | pack capitolo | Continente Occidentale  | Maggio 2016           | amplia le strategie di base di ogni fazione                                             |
| Acciaio Puro                     | pack capitolo | Continente Occidentale  | Giugno 2016           | amplia le strategie di base di ogni fazione                                             |
| Lupi del Nord                    | deluxe        |                         | Aprile 2016           | incentrato sulla fazione degli Stark                                                    |
| Attraverso i Sette Regni         | pack capitolo | La Guerra dei Cinque Re | Luglio 2016           | incentrato sui Re e sulle stagioni come tratti delle carte                              |
| Chiamata alle Armi               | pack capitolo | La Guerra dei Cinque Re | Settembre 2016        | incentrato sui Re e sulle stagioni come tratti delle carte                              |
| Famiglia e Onore                 | pack capitolo | La Guerra dei Cinque Re | Ottobre 2016          | incentrato sui Re e sulle stagioni come tratti delle carte                              |
| La Mia Pretesa al Trono          | pack capitolo | La Guerra dei Cinque Re | Dicembre 2016         | incentrato sui Re e sulle stagioni come tratti delle carte                              |
| Fantasmi di Harrenhall           | pack capitolo | La Guerra dei Cinque Re | Gennaio 2017          | incentrato sui Re e sulle stagioni come tratti delle carte                              |
| La Catena di Tyrion              | pack capitolo | La Guerra dei Cinque Re | Febbraio 2017         | incentrato sui Re e sulle stagioni come tratti delle carte                              |
| Leoni di Castel Granito          | deluxe        |                         | Novembre 2016         | incentrato sulla fazione dei Lannister                                                  |
| Uomini e Buffoni                 | pack capitolo | Sangue e Denaro         | Marzo 2017            | incentrato sull'utilizzo delle monete d'oro                                             |
| Protettori dei Reami             | pack capitolo | Sangue e Denaro         | Maggio 2017           | incentrato sull'utilizzo delle monete d'oro                                             |
| La Caduta di Astapor             | pack capitolo | Sangue e Denaro         | Giugno 2017           | incentrato sull'utilizzo delle monete d'oro                                             |
| Le Nozze Rosse                   | pack capitolo | Sangue e Denaro         | Luglio 2017           | incentrato sull'utilizzo delle monete d'oro                                             |
| La Vendetta di Oberyn            | pack capitolo | Sangue e Denaro         | Agosto 2017           | incentrato sull'utilizzo delle monete d'oro                                             |
| La Fratellanza Senza Vessilli    | pack capitolo | Sangue e Denaro         | Settembre 2017        | incentrato sull'utilizzo delle monete d'oro                                             |
| Corvi della Barriera             | deluxe        |                         | Aprile 2017           | incentrato sulla fazione dei Guardiani della notte                                      |
| La Chiave dell'Arcimaestro       | pack capitolo | Stormo di Corvi         | Novembre 2017         | incentrato sulla carte strategia Vessillo per incentivare l'interazione tra le fazioni  |
| Viaggio a Vecchia Città          | pack capitolo | Stormo di Corvi         | Dicembre 2017         | incentrato sulla carte strategia Vessillo per incentivare l'interazione tra le fazioni  |
| Tenzone di Re                    | pack capitolo | Stormo di Corvi         | Gennaio 2018          | incentrato sulla carte strategia Vessillo per incentivare l'interazione tra le fazioni  |
| Favore dei Vecchi Dei            | pack capitolo | Stormo di Corvi         | Febbraio 2018         | incentrato sulla carte strategia Vessillo per incentivare l'interazione tra le fazioni  |
| Il Credo Militante               | pack capitolo | Stormo di Corvi         | Aprile 2018           | incentrato sulla carte strategia Vessillo per incentivare l'interazione tra le fazioni  |
| C'è Sempre Qualcuno che Parla    | pack capitolo | Stormo di Corvi         | Maggio 2018           | incentrato sulla carte strategia Vessillo per incentivare l'interazione tra le fazioni  |
| Spine d'Acciaio                  | deluxe        |                         | Ottobre 2017          | incentrato sulla fazione dei Tyrell                                                     |
| Sabbie di Dorne                  | deluxe        |                         | Marzo 2018            | incentrato sulla fazione dei Martell                                                    |
| La Città delle Ombre             | pack capitolo | La Danza delle Ombre    | Giugno 2018           | introduce la meccanica delle ombre                                                      |
| Marcia su Grande Inverno         | pack capitolo | La Danza delle Ombre    | Luglio 2018           | introduce la meccanica delle ombre                                                      |
| Per le Vie di Approdo del Re     | pack capitolo | La Danza delle Ombre    | Agosto 2018           | introduce la meccanica delle ombre                                                      |
| La Musica dei Draghi             | pack capitolo | La Danza delle Ombre    | Settembre 2018        | introduce la meccanica delle ombre                                                      |
| Nella Fossa di Daznak            | pack capitolo | La Danza delle Ombre    | Ottobre 2018          | introduce la meccanica delle ombre                                                      |
| Daghe nelle tenebre              | pack capitolo | La Danza delle Ombre    | Novembre 2018         | introduce la meccanica delle ombre                                                      |
| Piovre delle Isole               | deluxe        |                         | Dicembre 2018         | incentrato sulla fazione dei Greyjoy                                                    |
| Alle Porte della Città           | pack capitolo | Approdo del Re          | Marzo 2019            | incentrata sulla città di Approdo del Re, esula dalle Cronache del Ghiaccio e del Fuoco |
| Città dei Segreti                | pack capitolo | Approdo del Re          | Aprile 2019           | incentrata sulla città di Approdo del Re, esula dalle Cronache del Ghiaccio e del Fuoco |
| Fossa di Serpenti                | pack capitolo | Approdo del Re          | Giugno 2019           | incentrata sulla città di Approdo del Re, esula dalle Cronache del Ghiaccio e del Fuoco |
| Sotto la Fortezza Rossa          | pack capitolo | Approdo del Re          | Luglio 2019           | incentrata sulla città di Approdo del Re, esula dalle Cronache del Ghiaccio e del Fuoco |
| Acque Nere                       | pack capitolo | Approdo del Re          | Agosto 2019           | incentrata sulla città di Approdo del Re, esula dalle Cronache del Ghiaccio e del Fuoco |
| Che Possa Regnare a Lungo        | pack capitolo | Approdo del Re          | Settembre 2019        | incentrata sulla città di Approdo del Re, esula dalle Cronache del Ghiaccio e del Fuoco |
| Cervi della tempesta             | deluxe        |                         | Giugno 2019           | incentrato sulla fazione dei Baratheon                                                  |
| Draghi dell'est                  | deluxe        |                         | Novembre 2019         | incentrato sulla fazione dei Targaryen                                                  |
| Atti compiuti per Amore          | premium       |                         | Gennaio 2020          | adattamento di carte delle precedenti versioni del gioco, CCG e LCG prima edizione      |

## Fazioni
| Fazione               | Descrizione                                                                                             | Sfide preferite  | Tratti unici        |
| --------------------- | --- | ---------------- | ------------------- |
| Stark                 | molto sinergico, trae beneficio dalla morte o sacrificio dei loro stessi personaggi                     | militare, potere | Metalupo            |
| Lannister             | molte risorse per potenziare i personaggi                                                               | intrigo          | Barbario            |
| Guardiani della Notte | stile molto difensivo, che punta a giocare forti luoghi e difenderli per il tempo sufficiente a vincere |                  | Ranger, Costruttore |
| Tyrell                | aumenta la forza dei propri personaggi dopo che una sfida è iniziata, ha molti cavalieri                |                  |                     |
| Martell               | rimuove le icone sfida dai personaggi avversari, indebolendoli o rendendoli inutili                     |                  | Serpe delle Sabbie  |
| Greyjoy               | caratterizzata dalla capacità furtività e recupera i propri personaggi dalla pila dei morti             | militare         | Dio Annegato        |
| Baratheon             | inginocchia i personaggi avversari e cerca di vincere la fase di predominio                             | potere           | R'hllor             |
| Targaryen             | riduce la forza dei personaggi avversari e, se questa diviene 0, li uccide                              |                  | Drago, Dothraki     |

## Gioco organizzato
Otre al poter giocare liberamente con gli amici nei club e nei negozi, c'è un circuito di gioco organizzato alla gestione del quale partecipavano FFG, Asterion, negozi e giocatori. 
Vengono organizzati degli eventi di vario tipo:
- Torneo amichevole (di portata cittadina)
- Torneo locale (di portata provinciale)
- Torneo regionale (uno all'anno in ogni regione con un numero sufficiente di giocatori, viene organizzato nel capoluogo)
- Torneo nazionale (l'evento maggiore a livello nazionale si svolge nel modenese con frequenza annuale e il premio al vincitore è un viaggio spesato per il mondiale)
- Torneo internazionale (torneo non ufficiale, se ne tiene uno in ogni nazione europea con un numero sufficiente di giocatori e il premio al vincitore è un viaggio spesato per l'europeo)
- Torneo europeo (torneo non ufficiale, si svolge in Germania)
- Torneo mondiale (il massimo torneo in assoluto, si svolge negli U.S.A. nella sede dalla FFG; il vincitore ha diritto a ideare una carta per il gioco)

I premi per i vari tornei sono: carte promozionali, segnalini personalizzati, tappetini, porta-mazzi e molti altri gadget.